# 吉泽里
吉泽里（法語：Guizerix）是法国上比利牛斯省的一个市镇，属于塔布区（Tarbes）卡斯泰尔诺马尼奥阿克县（Castelnau-Magnoac）。该市镇总面积7.2平方公里，2009年时的人口为125人。

## 人口
吉泽里人口变化图示